# Navas de San Antonio
Navas de San Antonio település Spanyolországban, Segovia tartományban. Navas de San Antonio El Espinar, Las Navas del Marqués, Villacastín, Ituero y Lama, Zarzuela del Monte és Vegas de Matute községekkel határos. Lakosainak száma 366 fő (2024).

## Népesség
A település népessége az elmúlt években az alábbi módon változott:
| Lakosok száma | 288  | 327  | 361  | 403  | 430  | 408  | 350  | 328  | 356  | 366  |
|               | 2001 | 2004 | 2007 | 2009 | 2012 | 2014 | 2017 | 2019 | 2022 | 2024 |